# Alejandro Vásquez
Alejandro Gonzalo Vásquez Aguilera (Santiago, 5 de agosto de 1984) es un futbolista Chileno, que juega de lateral y extremo izquierdo en Lautaro de Buin de La segunda división profesional
Este jugador, surgido de las divisiones inferiores de Colo-Colo, pasó por numerosos clubes tales como Everton, Deportes Antofagasta, Deportes La Serena y Universidad de Concepción. En el año 2009 fichó por O'Higgins, el 2010 por Curicó Unido y el 2011 por Ñublense. El 2013 fichó por Cobreloa.Luego de desvincularse por problemas dirigenciales,ficha por Audax Italiano para el Torneo Clausura 2014

## Clubes
| Club                 | País  | Año       |
| -------------------- | ----- | --------- |
| Colo-Colo            | Chile | 2005-2006 |
| Everton              | Chile | 2006      |
| Deportes Antofagasta | Chile | 2007      |
| Deportes La Serena   | Chile | 2008      |
| O'Higgins            | Chile | 2009      |
| Curicó Unido         | Chile | 2010      |
| Ñublense             | Chile | 2011–2012 |
| Cobreloa             | Chile | 2013      |
| Audax Italiano       | Chile | 2014      |
| Ñublense             | Chile | 2014-2015 |
| San Marcos de Arica  | Chile | 2015-2016 |
| Iberia               | Chile | 2016      |
| Deportes Melipilla   | Chile | 2017-2021 |
| Lautaro              | Chile | 2021      |
| Deportes Melipilla   | Chile | 2022      |

## Palmarés

### Campeonatos nacionales
| Título           | Club      | País  | Año    |
| ---------------- | --------- | ----- | ------ |
| Primera División | Colo-Colo | Chile | 2006-A |